# Ana Paula Botelho
Ana Paula de Abreu Botelho, mais conhecida artisticamente por Ana Paula Botelho (Rio de Janeiro, 13 de maio de 1967), é uma atriz, autora e filósofa brasileira.

## Biografia
Ana Paula de Abreu Botelho nasceu em 13 de maio de 1967 no Rio de Janeiro. Ana é bacharel em Artes Cênicas pela Escola de Teatro Martins Pena e em filosofia pela UFRJ. Coordenou o Departamento Artístico do Centro de Desenvolvimento de Educação Integrada Amália Fernandez Conde. Fez assistência de direção de peças teatrais, acompanhando o desenvolvimento do elenco, auxiliando na preparação e orientação dos atores. Ana também é professora e autora.
Na televisão sempre teve pequenos papéis, seus maiores papéis de destaque são nas novelas Império (2014) e Totalmente Demais.
Em 1997 fez uma participação especial no remake de Anjo Mau de Cassiano Gabus Mendes e Maria Adelaide Amaral, interpretando Flávia a dona de um buffet.
Sua estreia definitiva na televisão foi em 1998, na minissérie Dona Flor e Seus Dois Maridos adaptação de Dias Gomes do romance de Jorge Amado. Passou um tempo longe das telinhas e voltou em 2003 fazendo participação no sucesso Celebridade de Gilberto Braga. No ano seguinte fez uma pequena participação em Senhora do Destino de Aguinaldo Silva como uma recepcionista de um motel.
Dirigiu o espetáculo Arte Poética com alunos do Instituto Nacional de Educação para Surdos e coordeneu o Curso livre Teatro em Exercício.
Fez algumas participações em seriados da Rede Globo como Os Amadores, O Sistema e Dicas de Um Sedutor. Até integrar o elenco da novela das sete da Rede Globo Três Irmãs, de Antônio Calmon interpretando Moema. Em 2009 interpretou Noca, no remake Paraíso  de Benedito Ruy Barbosa também exibida na Rede Globo.
Em 2010 fez participações na minissérie Dalva e Herivelto: uma Canção de Amor, na novela teen Malhação e na novela das sete Ti Ti Ti de Cassiano Gabus Mendes e Maria Adelaide Amaral. Em 2011 integrou o elenco da novela Aquele Beijo de Miguel Falabella.
Em 2013 interpretou a assistente social Carolina em Amor à Vida de Walcyr Carrasco. E em 2014, um de seus maiores papéis na televisão, a secretária fofoqueira Valquíria em Império de Aguinaldo Silva.
Em 2015 fez uma participação especial na novela Verdades Secretas de Walcyr Carrasco interpretando Leila uma arrumadeira de hotel que ajuda Fanny (Marieta Severo) a flagrar Antony (Reynaldo Gianecchini) e Giovanna (Agatha Moreira) e também integrou o elenco da novela Totalmente Demais de Rosane Svartman e Paulo Halm interpretando Mirthes.

## Filmografia

### Televisão
| Ano  | Título                                | Personagem                                 | Nota                        |
| ---- | ------------------------------------- | ------------------------------------------ | --------------------------- |
| 1997 | Anjo Mau                              | Flávia Arantes                             |                             |
| 1998 | Dona Flor e Seus Dois Maridos         | Maria das Dores                            |                             |
| 2001 | Sítio do Picapau Amarelo              | Dona Aranha                                |                             |
| 2001 | O Clone                               | Déia                                       |                             |
| 2002 | Coração de Estudante                  | Beatriz (Bia)                              |                             |
| 2003 | Celebridade                           | Carmem                                     |                             |
| 2004 | Senhora do Destino                    | Maria                                      |                             |
| 2006 | Os Amadores                           | Lulu                                       | Especial de fim de ano      |
| 2007 | O Sistema                             | Vizinha                                    | Episódio: Zeta              |
| 2008 | Dicas de um Sedutor                   | Joyce                                      | Episódio: Golpe do Baú      |
| 2008 | Três Irmãs                            | Moema Augusta Mendonça                     |                             |
| 2009 | Paraíso                               | Noca                                       |                             |
| 2010 | Malhação                              | Nancy                                      |                             |
| 2010 | Dalva e Herivelto: uma Canção de Amor | Ana                                        | Episódio: "7 de janeiro"    |
| 2010 | Ti Ti Ti                              | Enfª. Marilda                              |                             |
| 2011 | Aquele Beijo                          | Braulina                                   |                             |
| 2012 | Tapas & Beijos                        | Cacilda                                    |                             |
| 2013 | Doce de Mãe                           | Joaninha                                   | Participação                |
| 2013 | Amor à Vida                           | Carolina Freitas Aguiar                    |                             |
| 2014 | Malhação                              | Rebeca (Mãe de Micaela)                    |                             |
| 2014 | Império                               | Valquíria                                  |                             |
| 2015 | Verdades Secretas                     | Leila                                      |                             |
| 2015 | Totalmente Demais                     | Mirthes                                    |                             |
| 2017 | Rock Story                            | Carcereira                                 | Participação Especial       |
| 2017 | Pega Pega                             | Vizinha do Malagueta                       | Participação Especial       |
| 2017 | Malhação: Viva a Diferença            | Clotilde                                   | Participação Especial       |
| 2017 | Tempo de Amar                         | Freira Conceição                           | Participação Especial       |
| 2017 | A Cara do Pai                         | Vizinha de Théo                            | Episódio: A Cara da Mãe     |
| 2018 | Deus Salve o Rei                      | Muriel                                     |                             |
| 2018 | O Tempo Não Para                      | Guerta                                     |                             |
| 2019 | Órfãos da Terra                       | Bárbara (professora do curso de culinária) |                             |
| 2019 | A Dona do Pedaço                      | Yvete (dona do buffet)                     |                             |
| 2020 | Salve-se Quem Puder                   | Cidinha                                    |                             |
| 2020 | 220 Volts                             | Janete                                     | Especial de fim de ano      |
| 2021 | Verdades Secretas II                  | Josefa                                     | Episódios: "14–17"          |
| 2022 | Um Lugar ao Sol                       | Enfermeira Bethânia                        | Episódio: "25 de março"     |
| 2022 | Mar do Sertão                         | Carpideira                                 | Participação Especial       |
| 2023 | B.O.                                  | Soraia Sousa da Silva                      | Episódio: "Faca no Ursinho" |
| 2024 | No Rancho Fundo                       | Carpideira                                 | Episódio:"04 de julho"      |
| 2024 | Mania de Você                         | Cozinheira Lurdes                          | Participação Especial       |
| 2024 | Amor da Minha Vida                    | Profª Regina                               | Episódio: "Victor..."       |

## No teatro
- É a Mãe
- Bárbara não lhe Ama
- Meninos do Mangue
- Elogio da loucura
- A Missão
- Pierrô saiu à França
- Cemitério dos Vivos
- O Circo Pega Fogo

## Ligações Externas
- Ana Paula Botelho no IMDb